# Cinnamomum chartophyllum
Cinnamomum chartophyllum H.W.Li – gatunek rośliny z rodziny wawrzynowatych (Lauraceae Juss.). Występuje naturalnie w południowych Chinach – w południowej części Junnanu. 

## Morfologia
PokrójZimozielone drzewo dorastające do 20 m wysokości. Kora ma brązowoszarawą barwę. Gałęzie są nagie.
LiścieNaprzemianległe. Mają kształt od owalnego do lancetowatego. Mierzą 6–14 cm długości oraz 2–7,5 cm szerokości. Są nagie. Nasada liścia jest klinowa. Blaszka liściowa jest o tępym lub krótko spiczastym wierzchołku. Ogonek liściowy jest nagi i dorasta do 10–20 mm długości.
KwiatySą niepozorne, obupłciowe, zebrane po 7–11 w silnie rozgałęzione wiechy, rozwijają się w kątach pędów. Kwiatostany dorastają do 4–6 cm długości, podczas gdy pojedyncze kwiaty mają długość 4,5 mm. Są owłosione od zewnętrznej strony i mają żółtą barwę.
OwoceMają prawie kulisty kształt, osiągają 8 mm średnicy.

## Biologia i ekologia
Rośnie w widnych lasach. Występuje na wysokości od 400 do 600 m n.p.m. Kwitnie od czerwca do sierpnia, natomiast owoce dojrzewają od sierpnia do grudnia.